# 야마시타 요시테루
야마시타 요시테루(일본어: 山下 芳輝, 1977년 11월 21일 ~ )는 일본의 은퇴한 축구 선수이다.

## 구단 경력
1996년 J1리그의 아비스파 후쿠오카에 입단했다. 2001년까지 118경기에 출전하여, 27득점을 넣었다. 2002년 베갈타 센다이로 이적했다. 2004년부터 2006년까지 가시와 레이솔와 오미야 아르디자에서 뛰었다. 그후 재팬 풋볼 리그의 도치기 SC, FC 류큐에서 활동했다. 2010년후 현역 은퇴.

## 국가대표팀 경력
그는 1997년 FIFA 세계 청소년 축구 선수권 대회에 참가할 일본 U-20 국가대표팀, 1998년 아시안 게임에 참가할 일본 U-23 국가대표팀에 발탁되었다.
그는 2001년 FIFA 컨페더레이션스컵에 참가할 일본 국가대표팀에 발탁되었으며, 6월 4일 브라질와의 경기에서 데뷔했다. 그는 2003년까지 국제 A매치 통산 3경기에 출전했다.

## 통계
| 일본 | 일본 | 일본 |
| 연도 | 출전 | 득점 |
| ---- | ---- | ---- |
| 2001 | 2    | 0    |
| 2002 | 0    | 0    |
| 2003 | 1    | 0    |
| 통산 | 3    | 0    |